# АЕС Ісфаган
Атомна електростанція Ісфаган (перс. نیروگاه اتمی اسفاهان) була запланованою атомною електростанцією в Ірані. Передбачалося, що вона буде розташована поблизу міста Ісфаган у провінції Марказі. Вона мала стати четвертою атомною електростанцією в країні. Проектувальником і будівельником електростанції мала бути німецька компанія Kraftwerk Union і вона мала експлуатувати два реактори з водою під тиском. Два реактори з водою під тиском повинні були мати загальну валову потужність 2606 МВт.

## Історія та технічна інформація

### Початки
У 1977 році Іран заявив, що на кількох атомних електростанціях будуть встановлені реактори Kraftwerk Union. Одним із них був Ісфаган. Ще в 1977 році Іран почав підготовчі роботи безпосередньо в цьому місці. Перший реактор було заплановано ввести в комерційну експлуатацію в 1984 році, а другий – у 1985 році. Переговори про будівництво блоків почалися в квітні 1978 року. Однак підписання було відкладене через декілька попередніх контрактів з Іраном які вимагали підписання. Підписання було заплановане на 1979 рік. Після початку Ісламської революції в 1979 році Kraftwerk Union відмовився від будівництва Бушерської АЕС і не вступав у подальші переговори з Іраном щодо будівництва Ісфаганської АЕС. Однак Ісфаган був скасований ще до Бушера в січні 1979 року.

### Техніка
Електростанція мала мати два реактори з водою під тиском німецької компанії Kraftwerk Union, кожен з валовою потужністю 1303 МВт електроенергії та 1237 МВт на блок тоді мали передавати в мережу. Блоки мали бути ідентичними до реакторів Савеської АЕС. Через небезпеку землетрусів, блоки повинні були бути побудовані в модифікованому варіанті, як це було використано в Бушері, щоб краще протистояти ударам. Через брак води блоки повинні були охолоджуватися двома сухими градирнями, кожна з діаметром основи 170 метрів і висотою 260 метрів.

## Інформація про реактори
| Реактор            | Тип реактора | Продуктивність | Продуктивність | Початок будівництва                    | Підключення до мережі                  | Введення в експлуатацію                | Закриття                               |
| Реактор            | Тип реактора | Нетто          | Брутто         | Початок будівництва                    | Підключення до мережі                  | Введення в експлуатацію                | Закриття                               |
| ------------------ | ------------ | -------------- | -------------- | -------------------------------------- | -------------------------------------- | -------------------------------------- | -------------------------------------- |
| Ісфаган-1 (Іран-5) | KWU-1300     | 1237 МВт       | 1303 МВт       | Планування скасовано 1 січня 1979 року | Планування скасовано 1 січня 1979 року | Планування скасовано 1 січня 1979 року | Планування скасовано 1 січня 1979 року |
| Ісфаган-2 (Іран-6) | KWU-1300     | 1237 МВт       | 1303 МВт       | Планування скасовано 1 січня 1979 року | Планування скасовано 1 січня 1979 року | Планування скасовано 1 січня 1979 року | Планування скасовано 1 січня 1979 року |